# Манвилл (Вайоминг)
Манвилл (англ. Manville, Wyoming) — город, расположенный в округе Найобрэра (штат Вайоминг, США) с населением в 95 человек по статистическим данным переписи 2010 года.

## География
По данным Бюро переписи населения США город Манвилл имеет общую площадь в 0,78 квадратных километров, водных ресурсов в черте населённого пункта не имеется.
Город Манвилл расположен на высоте 1601 метр над уровнем моря.

## Демография
По данным переписи населения 2000 года в Манвилле проживал 101 человек, 32 семьи, насчитывалось 49 домашних хозяйств и 54 жилых дома. Средняя плотность населения составляла около 138 человек на один квадратный километр. Расовый состав Манвилла по данным переписи был исключительно белым.
Из 49 домашних хозяйств в 18,4 % — воспитывали детей в возрасте до 18 лет, 59,2 % представляли собой совместно проживающие супружеские пары, в 4,1 % семей женщины проживали без мужей, 32,7 % не имели семей. 28,6 % от общего числа семей на момент переписи жили самостоятельно, при этом 16,3 % составили одинокие пожилые люди в возрасте 65 лет и старше. Средний размер домашнего хозяйства составил 2,06 человек, а средний размер семьи — 2,52 человек.
Население города по возрастному диапазону по данным переписи 2000 года распределилось следующим образом: 17,8 % — жители младше 18 лет, 3,0 % — между 18 и 24 годами, 16,8 % — от 25 до 44 лет, 27,7 % — от 45 до 64 лет и 34,7 % — в возрасте 65 лет и старше. Средний возраст жителей составил 58 лет. На каждые 100 женщин в Манвилле приходилось 90,6 мужчин, при этом на каждые сто женщин 18 лет и старше приходилось 102,4 мужчин также старше 18 лет.
Средний доход на одно домашнее хозяйство в городе составил 15 833 доллара США, а средний доход на одну семью — 28 750 долларов. При этом мужчины имели средний доход в 41 250 долларов США в год против 21 250 долларов среднегодового дохода у женщин. Доход на душу населения в городе составил 11 386 долларов в год. Все семьи Манвилл имели доход, превышающий уровень бедности, 13,6 % от всей численности населения находилось на момент переписи населения за чертой бедности, при этом 26,7 % из них были старше 64 лет.